# 格雷厄姆·查普曼
格雷厄姆·阿瑟·查普曼（英語：Graham Arthur Chapman，1941年1月8日—1989年10月4日）是一位英国喜剧家、编剧和演员，是超现实喜剧团体蒙提·派森的六名成员之一。